# Macédoine au Concours Eurovision de la chanson 2008
La Macédoine a choisi en interne les 15 chansons et chanteurs qui sont en lice pour représenter leur pays à Belgrade.

## Les sélectionnés
| N° | Interprète                        | Titre                         | Langue     | Place | Points |
| -- | --------------------------------- | ----------------------------- | ---------- | ----- | ------ |
| 1  | Aneta Kačurkova                   | Poraka                        | Macédonien | 12    | 2      |
| 2  | Tuna                              | Prašuvam bez glas             | Macédonien | 7     | 6      |
| 3  | Igor Mitrović                     | Se sakame                     | Macédonien | 14    | 0      |
| 4  | None                              | Vrati se                      | Macédonien | 9     | 5      |
| 5  | Goran Naumovski                   | Tajna Skriena                 | Macédonien | 14    | 0      |
| 6  | Lambe Alabakovski                 | Zemjo moja                    | Macédonien | 2     | 18     |
| 7  | Risto Samardžiev & Flesh          | Dojdi do mene (Mediteran ska) | Macédonien | 3     | 17     |
| 8  | Sašo Gigov Giš                    | Docna e                       | Macédonien | 4     | 12     |
| 9  | Nokaut                            | Samovila                      | Macédonien | 10    | 4      |
| 10 | Vlatko Ilievski                   | So drugi zborovi              | Macédonien | 13    | 1      |
| 11 | Tamara feat. Vrčak & Adrian Gaxha | Vo ime na ljubovta            | Macédonien | 1     | 24     |
| 12 | Jova Radevska                     | Jas sum ovde                  | Macédonien | 10    | 4      |
| 13 | Sonja Tarčulovska                 | Sever i jug                   | Macédonien | 5     | 9      |
| 14 | Parketi                           | Strawberry                    | Macédonien | 6     | 8      |
| 15 | Elvir Mekić                       | Armija                        | Macédonien | 7     | 6      |

## Représentant et Concours
Le représentant est finalement Tamara feat. Vrčak & Adrian Gaxha. Ils interprètent Let Me Love You, en Anglais, la chanson qui gagna le festival de Skopje 2008
Lors de la deuxième demi-finale du Concours Eurovision de la Chanson, avec 64 points ils se classent 10e, mais ne sont pas qualifiés pour la finale du 24 mai car c'est la Suède qui est choisi par le Jury comme le 10e sélectionné, avec 54 points, en effet seuls les 9 premiers sont automatiquement qualifiés, le 10e qualifié est celui choisi par le jury parmi les restants.